# 옥곡중학교
옥곡중학교(玉谷中學校)는 대한민국 전라남도 광양시 옥곡면 묵백리에 있는 공립 중학교이다.

## 학교 연혁
- 1978년 3월 11일 : 개교
- 1978년 3월 11일 : 입학식
- 2024년 9월 1일 : 제19대 백성욱 교장 부임
- 2025년 1월 22일 : 제45회 졸업 12명(총 4,688명)

## 참고 자료
- 옥곡중학교 - 한국교육학술정보원 학교알리미